# Ройшийн Мърфи
Рошийн Мари Мърфи (ирландски Róisín Marie Murphy), родена на 5 юли 1973 година, е ирландска певица, автор на песни и продуцент, известна с дейността си в областта на електронната музика.
Мърфи става популярна като част от електронното музикално дуо Молоко. Неин партньор в групата и тогавашен приятел е Марк Брайдън. След като двамата слагат край на професионалните си отношения, Мърфи издава дебютния си соло албум „Ruby Blue“, написан и продуциран от Матю Хърбърт, през 2005. Вторият ѝ студиен албум „Overpowered“ излиза две години по-късно.

## Произход и образование
Рошийн Мърфи е родена и отгледана в Арклоу, графство Уиклоу, република Ирландия. Когато е на 12, семейството ѝ се мести в Манчестър, Великобритания.
Три години след преместването им в Манчестър, родителите ѝ се развеждат и тя се връща обратно в родната Ирландия. Мърфи живее около година в приятелско семейство, преди да получи собствено общинско жилище. В училище е подлагана на тормоз от други ученици и се сприятелява със „странни момчета, които носеха черно“ и слушат Jesus and Mary Chain. На 17 се записва в колеж, обмисляйки след това да се премести в училище по изкуствата. По-късно се мести в Шефилд, където започва активно да излиза по клубове и се вдъхновява от моделите на дизайнерката Вивиан Уестуд.

## Кариера

### Молоко
Мърфи се запознава с Марк Брайдън през 1994 на парти, където го заговаря с думите: „Харесваш ли прилепналия ми пуловер? Виж как добре ми пасва!“ („Do you like my tight sweater? See how it fits my body!“). Скоро след това започват да излизат и впоследствие сформират Молоко, подписвайки договор с Echo Records. Следващата година излиза и дебютният им албум „Do You Like My Tight Sweater?“. Дебютът им комбинира трип-хоп и фънк с електронна музика, използвайки по-хумористичен подход спрямо някои от съвременниците им. Вторият им студиен албум „I Am Not a Doctor“ е с подобно звучене, но ремиксът на песента им „Sing It Back“, направен от Борис Длугош, се оказва техният голям пробив и впоследствие е включен в повече от 110 компилации. Вместо да заплаща на Длугош, Мърфи му помага за написването на песента „Never Enough“, която достига 16 позиция в британската класация за сингли през юни 2001.
През октомври 2001 излиза третият албум на групата, озаглавен „Things to Make and Do“, за който са наети повече инструменталисти. Албумът достига трета позиция в английската класация за албуми, а сингълът „The Time Is Now“ се превръща в най-успешната им песен във Великобритания, достигайки второ място. Мърфи и Брайдън скоро след това слагат край на връзката си, но по договор са задължени да издадат още един албум и през 2003 излиза албумът им „Statues“. След издаването му Брайдън се отдръпва от промоцирането на албума, оставайки почти цялата работа на Мърфи. Скоро след приключването на промоцията на албума, Молоко окончателно се разпада като група.

### Соло кариера
Мърфи записва първия си самостоятелен албум през 2004 година заедно с продуцента Матю Хърбърт, който преди това е правил ремикси за Молоко. През юни 2005 излиза дебютът ѝ „Ruby Blue“, издаден в Англия от Echo Records. Преди издаването на диска излизат три отделни лимитирани издания, издадени само на винил: „Sequins #1“, „Sequins #2“ и „Sequins #3“. Издаването на тези промо материали е във връзка с изложбата на английския художник Саймън Хенууд, в която са включени и няколко картини с Мърфи. Тези картини са използвани като обложки на промоционалните песни издадени от Мърфи. Хенууд е и режисьор на двата видеоклипа към синглите от този албум: „If We're In Love“ и „Sow into You“.
„Ruby Blue“ е издаден в Щатите на 25 април 2006 под шапката на EMI. Песента „Ruby Blue“ е включена в първия диск от саундтрака към сериала „Анатомията на Грей“. Няколко други песни от албума са лицензирани и използвани като част от музикалния фон в няколко епизода от същия сериал. Песента е използвана като шапка на шоуто излъчвано по MTV Италия „Very Victoria“ през първите му два сезона.
През май 2006 Мърфи обявява на официалния си сайт, че е подписала договор с EMI и започва работа по нов материал. Първият сингъл „Overpowered“ от едноименния албум е издаден на 2 юли 2007. Песента е написана от Мърфи и Сейджи от Bugz in the Attic и миксирана от Том Елмхърст. Вторият сингъл „Let Me Know“, който е колаборация с Груув Армада, излиза през септември 2007, а скоро след това е издаден и самият албум.

## Рошийн Мърфи в България
Рошийн Мърфи е пяла вече два пъти на българска сцена: първият с електронното дуо Молоко, а вторият като част от самостоятелната ѝ музикална кариера. Соло концертът ѝ се провежда на 6 ноември 2008 г. в зала Универсиада, привличайки около 2500 зрители. Песните, които изпълнява, са, както следва:
- „Overpowered“
- „You Know Me Better“
- „Chekin' On Me“
- „Through Time“
- „Tell Everybody“
- „I Want You“
- „It's Nothing“
- „Movie Star“
- „Dear Miami“
- „Primitive“
- „Dr Zee“
- „I Can't Help Myself“
- „Pretty Bridges“
- „Let Me Know“
- „Ruby Blue“
- „The ID“
- „Slave to Love“
- „Ramalama (Bang Bang)“

## Дискография

### Студийни албуми
- „Ruby Blue“ (2005)
- „Overpowered“ (2007)
- „Hairless Toys“ (2015)
- „Take Her Up To Monto“ (2016)
- „Róisín Machine“ (2020)
- "Hit Parade" (2023)

### Сингли
| Година | Сингъл               | Позиция в класация | Позиция в класация | Позиция в класация | Позиция в класация | Позиция в класация | Албум         |
| Година | Сингъл               | Великобритания     | Белгия             | Финландия          | Германия           | Холандия           | Албум         |
| ------ | -------------------- | ------------------ | ------------------ | ------------------ | ------------------ | ------------------ | ------------- |
| 2005   | „If We're in Love“   | —                  | —                  | —                  | —                  | —                  | „Ruby Blue“   |
| 2005   | „Sow into You“       | —                  | —                  | —                  | —                  | —                  | „Ruby Blue“   |
| 2007   | „Overpowered“        | 149                | 28                 | 10                 | 86                 | 44                 | „Overpowered“ |
| 2007   | „Let Me Know“        | 28                 | 25                 | 11                 | —                  | 88                 | „Overpowered“ |
| 2008   | „You Know Me Better“ | 47                 | —                  | —                  | —                  | —                  | „Overpowered“ |
| 2008   | „Movie Star“         | —                  | —                  | —                  | —                  | —                  | „Overpowered“ |

### Видео клипове
| Година | Заглавие             | Режисьор        | Линк    |
| ------ | -------------------- | --------------- | ------- |
| 2005   | „If We're in Love“   | Саймън Хенууд   | YouTube |
| 2005   | „Sow into You“       | Саймън Хенууд   | YouTube |
| 2007   | „Overpowered“        | Джейми Трейвис  | YouTube |
| 2007   | „Let Me Know“        | Даниел Улф      | YouTube |
| 2008   | „You Know Me Better“ | Джарън Албъртин | YouTube |
| 2008   | „Movie Star“         | Саймън Хенууд   | YouTube |